# Redoute de Montreuil
La redoute de Montreuil était une fortification située entre le fort de Noisy et la redoute de la Boissière.

## Situation
Son emplacement exact à l'extrémité sud de Noisy-le-Sec, dans le prolongement de l'actuelle rue Émile-Beaufils, entre la rue de la Redoute, la rue des Processions, le chemin de la Redoute, et l'impasse de la Redoute. Démoli, il a été remplacé par des logements sociaux, un parking et des terrains de sports.